# Hallur, Parasgad
Hallur là một làng thuộc tehsil Parasgad, huyện Belgaum, bang Karnataka, Ấn Độ.